# Robert Redford
Robert Redford (Santa Monica, Kalifornija, 18. kolovoza 1936.), američki filmski glumac, redatelj i producent.

## Životopis

### Rani život
Redford je rođen u Santa Monici u Kaliforniji, u obitelji Charlesa Roberta Redforda starijeg, računovođe, i Marthe W. Hart. Ima i polubrata, Williama, iz očevog drugog braka. 1954. je maturirao u srednjoj školi Van Nuys u Los Angelesu te primio bejzbolsku stipendiju za sveučilište u Coloradu, gdje je bio bacač i član bratstva Kappa Sigma. Izgubio je stipendiju zbog opijanja, koje je uslijedilo nakon smrti njegove majke kad mu je bilo 18. Poslije bio student slikarstva na institutu Pratt u Brooklynu te je pohađao tečaj kazališne scenografije na Američkoj akademiji dramskih umjetnosti u New Yorku.

### Karijera
Krajem pedesetih i početkom šezdesetih, Redford se pojavio u nekoliko televizijskih serija, a jedna od uloga mu je bila ona pomoćnog komičara u kviz showu Play Your Hunch. U njegova pojavljivanja ubrajaju se Zona sumraka, Alfred Hitchcock Presents (u tri različite epizode), Maverick, Naked City, Route 66 i Dr. Kildare. Kritičari su ga pohvalili za izvedbu u jednoj od epizoda serije Playhouse 90 (CBS, 1960.). Zaradio je nominaciju za Emmyja za najboljeg sporednog glumca za izvedbu u seriji The Voice of Charlie Point (ABC, 1962.). Redford je debitirao na Broadwayu u maloj ulozi u predstavi Tall Story (1959.), nakon čega su slijedili The Highest Tree (1959.) i Sunday in New York (1961.). Najveći uspjeh na Broadwayu je doživio kao mrzovoljni muž Elizabeth Ashley u komadu Neila Simona, Bosi u parku (1963.).
Redfordov prvi film bio je War Hunt (1962.), zajedno s Johnom Saxonom. Film je radnjom bio smješten u zadnje dane Korejskog rata. Bio je to i filmski debi Sydneyja Pollacka i Toma Skerritta. Nakon uspjeha na Broadwayu, dobivao je veće filmske uloge. U Sve o Daisy Clover (1965.) je glumio biseksualnu filmsku zvijezdu koja se udaje za starletu Natalie Wood, da bi ponovno s njom nastupio u film Sydneyja Pollacka, Prokleti posjed (1966.) - ponovno kao njezin ljubavnik. Iste je godine prvi put nastupio s Jane Fonda u filmu Arthura Penna, Potjera bez milosti, u kojem je glumio bjegunca. Fonda i Redford ponovno će se pojaviti u filmovima Bosi u parku (1967.) i u Pollackovom Električnom konjaniku (1979.).
Redford je - zabrinut zbog svog imidža muške plavokose starlete - odbio uloge u Tko se boji Virginije Woolf? i Diplomcu, te prihvatio onu u filmu Georgea Roya Hilla Butch Cassidy i Sundance Kid (1969.) s Paulom Newmanom. Film ga je učinio isplativom zvijezdom i zacementirao njegov filmski imidž kao inteligentnog, pouzdanog, ponekad ciničnog i dobrog čovjeka. Htio on to ili ne, u sedamdesetima je postao idol zbog izgleda dobrog zgodnog plavokosog dečka.
Kao što to često biva, njegovih sljedećih nekoliko filmova, iako nisu bili umjetnički promašaji, nisu ni bili financijski uspjesi. Downhill Racer (1969.), u kojem se pojavio i kao izvršni producent, bio je pogled na svijet skijanja; Recite im da je Willie Boy ovdje (1969.), Little Fauss and Big Halsey (1970.), Vreli dijamant i drama Jeremiah Johnson (oba iz 1972.), još su malo povećali Redfordovu slavu. Njegov sljedeći pravi uspjeh došao je s političkom satirom Kandidat (1972.).
Kako je uz slavu došao i novac, Redford je kupio skijalište blizu Prova u državi Utah zvano "Timphaven", koje je preimenovano u "Sundance". Redfordova supruga Lola bila je iz Utaha pa su tu sagradili dom 1963. Neki dijelovi filma Jeremiah Johnson su snimani u blizini skijališta.
Osnovao je Sundance Film Festival, Sundance Institute, Sundance Cinemas, Sundance Catalog i program Sundance Channel, sve u ili oko Park Cityja u Utahu, 50-ak kilometara od skijališta. Na filmskom festivalu se prikazuju radovi neovisnih filmaša iz Sjedinjenih Država, a s vremenom je postao jako ugledan pa se tamo premijerno prikazuju i veći filmovi.
1973. je bila velika godina za Redforda, koji je nastupio u filmovima Djevojka koju sam volio i Žalac. U prvom se udružio s Barbrom Streisand u priči o romansi koja je trajala godinama; u potonjem je nastupio s Paulom Newmanom u kriminalističkoj komediji. Redford se našalio u vezi prvog filma kako "zgodna židovska djevojka pronalazi zgodnog plavokosog protestanta", a o drugom, "zgodni židovski DEČKO pronalazi zgodnog plavokosog protestanta". Iako je Redford bio poznat po tome što zna izvući najbolje od svojih kolega - s njegovim bivšim partnerima kao što su Newman, Wood i Fonda je to išlo izvrsno, ali ne i kod glumica kao što su Streisand, Faye Dunaway, Meryl Streep i Michelle Pfeiffer koje nisu bile tako često opuštene ili senzualne kad su glumile s njim.
Od 1974. do 1976. Redford je bio najpopularnije holivudsko ime u kinima - tada je nastupio u hitovima Veliki Gatsby (1974.), Veliki Waldo Pepper (1975.) i Tri kondorova dana (1975.). Slijedio je popularni film Svi predsjednikovi ljudi iz 1976., u kojem se pojavio i u ulozi izvršnog producenta.
1980. je snimio svoj prvi film kao redatelj, Obični ljudi, dramu o sporoj dezintegraciji srednjostaleške obitelji, koja mu je donijela Oscara za najbolju režiju. 1984. se pojavio u filmu Potpuno prirodno, temeljenom na likovima i situacijama iz istoimenog romana Bernarda Malamuda iz 1952. Film je Redfordu donio mnogo novih obožavatelja i priznanja.
Njegov drugi rad iza kamere doći će za osam godina s filmom Teksaški ekološki rat (1988.), dobro prihvaćena, ali ne toliko popularna ekranizacija hvaljenog romana Johna Nicholsa.
Drugi redateljski projekti bili su drama Rijeka sjećanja (1992.), temeljenu na noveli Normana Macleana, i Kviz (1994.), o skandalu u kvizu s kraja pedesetih.
Uz režiranje i produciranje, Redford je nastavio glumiti i kad je ušao u srednju dob. Nastupio je u romantičnoj ulozi s Mery Streep u filmu Sydneyja Pollacka, Moja Afrika (1985.), dobitniku Oscara. Iako su mnogi kritičari prigovorili kako je njegov portret ljubavnika Isak Dinesen nerealističan, Redfordova karakterizacija je bila mnogo stvarnija od sablasne figure iz Dinesenine knjige. Nakon financijske katastrofe filma Havana (1990.), odlučio se za manje zahtjevne izvedbe u filmovima Uhode (1992.), seksi drami Nemoralna ponuda (1993.), s Demi Moore, te s Michelle Pfeiffer u novinarskoj romansi Nešto posve osobno (1996.). Nastavljajući svoj romantični niz, režirao je i nastupio s Kristin Scott Thomas u adaptaciji romana Nicholasa Evansa, Šaptač konjima (1998.). Kao i u njegovim drugim redateljskim projektima, film je uključio snažnu glumačku ekipu u drami koja se fokusirala na izmučenu obitelj. Sljedeći redateljski rad bila je Legenda o Baggeru Vanceu (2000.), film koji je patio od sladunjavog pristupa i pogrešno procijenjene izvedbe Willa Smitha u ulozi nosača golf palica s nadnaravnim moćima. Redford se nakon toga okrenuo glumi kao vremešni CIA-in operativac čiji štićenik postaje talac u filmu Zanimanje špijun (2001.).
Otkad je 1981. osnovao Sundance Institute u Park Cityju u Utahu, Redford se sve više počeo baviti nezavisnim filmom. Kroz razne radionice i popularni filmski festival, Sundance je pružao prijeko potrebnu potporu nezavisnim filmašima. Redford je 1995. potpisao ugovor sa Showtimeom o pokretanju 24-satne kabelske televizije posvećene prikazivanju nezavisnih filmova - Sundance Channel krenuo je s emitiranjem 29. veljače 1996. U međuvremenu, Redford je nastavio raditi na mainstream holivudskim filmovima, iako je projekata bilo sve manje, a razmak među njima sve veći. Pojavio se kao osramoćeni general poslan u zatvor u političkom trileru Posljednja bitka (2001.), kojeg je režirao kolega Rod Lurie. Redford, vodeći aktivist za zaštitu okoliša, bio je pripovjedač u IMAX-ovom dokumentarcu Sacred Planet (2001.), o dalekosežnom putovanju oko svijeta u neka od najegzotičnijih i najugroženijih mjesta na svijetu. U Prijetećoj čistini (2004.), trileru s Helen Mirren, Redford se pojavio kao uspješni biznismen čija otmica otkriva tajne o tome kako se ostvario njegov američki san. Nakon toga je producirao Dnevnik Che Guevare (2004.), o mladom studentu medicine, Ernestu Gueveri - koji kasnije postaje slavni revolucionar Che Guevara - i njegovom prijatelju Albertu Granadi. Nakon pet godina mukotrpne produkcije, redatelj Walter Salles je izjavio kako je Redford najzaslužniji za izlazak filma. Natrag ispred kamere, Redford je zaradio dobre recenzije za izvedbu u filmu U sjeni prošlosti (2005.), kao čangrizavi rančer koji je prisiljen primiti u kuću svoju otuđenu nevjestu (Jennifer Lopez) - koju okrivljuje za sinovu smrt - i unuku za koju nije znao. Unatoč solidnoj glumi, film, koji je proveo nekoliko mjeseci na polici distributera Miramaxa, ocijenjen je kao previše klišejiziran i presentimentalan.

### Osobni život
Redford je politički liberal, a podržavao je zaštitu okoliša i prava Indijanaca.
12. rujna 1958. se oženio s Lolom Van Wagenen. Par ima četvero djece: Scotta (rođenog 1959., koji je ubrzo umro od srčane mane), Shaunu (rođenu 15. rujna 1960.), Davida Jamesa (15. svibnja 1962.) i Amy (22. listopada 1970.). Razveli su se 1985. Poslije toga je bio u vezi sa Soniom Bragom (tijekom 1988.), Kathy O'Rear (od kraja osamdesetih do 1995.) i njemačkom slikaricom Sibylle Szaggars (od 1996.).

## Filmografija
| Godina | Film                             | Uloga                                     |
| ------ | -------------------------------- | ----------------------------------------- |
| 1965.  | Sve o Daisy Clover               | Wade Lewis                                |
| 1966.  | Prokleti posjed                  | Owen Legate                               |
| 1966.  | Potjera bez milosti              | Charlie 'Bubber' Reeves                   |
| 1967.  | Bosi u parku                     | Paul Bratter                              |
| 1969.  | Butch Cassidy i Sundance Kid     | Sundance Kid                              |
| 1969.  | Recite im da je Willie Boy ovdje | Zamjenik šerifa Christopher 'Coop' Cooper |
| 1969.  | Downhill Racer                   | David Chappellet                          |
| 1970.  | Little Fauss and Big Halsy       | Halsy Knox                                |
| 1972.  | Jeremiah Johnson                 | Jeremiah Johnson                          |
| 1972.  | Kandidat                         | Bill McKay                                |
| 1972.  | Vreli dijamant                   | John Archibald Dortmunder                 |
| 1973.  | Žalac                            | Johnny Hooker/Kelly                       |
| 1973.  | Djevojka koju sam volio          | Hubbell Gardener                          |
| 1974.  | Veliki Gatsby                    | Jay Gatsby                                |
| 1975.  | Tri kondorova dana               | Joseph Turner/Kondor                      |
| 1975.  | Veliki Waldo Pepper              | Waldo Pepper                              |
| 1976.  | Svi predsjednikovi ljudi         | Bob Woodward                              |
| 1977.  | Nedostižni most                  | Bojnik Julian Cook                        |
| 1979.  | Električni konjanik              | Norman 'Sonny' Steele                     |
| 1980.  | Brubaker                         | Henry Brubaker                            |
| 1984.  | Potpuno prirodno                 | Roy Hobbs                                 |
| 1985.  | Moja Afrika                      | Denys Finch Hatton                        |
| 1986.  | Orlovi pravde                    | Tom Logan                                 |
| 1990.  | Havana                           | Jack Weil                                 |
| 1992.  | Rijeka sjećanja                  | Pripovjedač                               |
| 1992.  | Rijeka sjećanja                  | Martin "Marty" Bishop                     |
| 1992.  | Incident at Oglala               | Pripovjedač                               |
| 1993.  | Nemoralna ponuda                 | John Gage                                 |
| 1996.  | Nešto posve osobno               | Warren Justice                            |
| 1998.  | Šaptač konjima                   | Tom Booker                                |
| 2001.  | Zanimanje špijun                 | Nathan D. Muir                            |
| 2001.  | Posljednja bitka                 | General Eugene Irwin                      |
| 2004.  | Prijeteća čistina                | Wayne Hayes                               |
| 2005.  | U sjeni prošlosti                | Einar Gilkyson                            |
| 2006.  | Charlotteina mreža               | Ike                                       |
| 2007.  | Jaganjci i lavovi                | Dr. Stephen Malley                        |
| 2014.  | Kapetan Amerika: Ratnik zime     | Alexander Pierce                          |
| 2019.  | Osvetnici: Završnica             | Alexander Pierce                          |

### Redatelj
- Obični ljudi (1980.)
- Teksaški ekološki rat (1988.)
- Rijeka sjećanja (1992.)
- Kviz (1994.)
- Šaptač konjima (1998.)
- Legenda o Baggeru Vanceu (2000.)
- Jaganjci i lavovi (2007.)

## Vanjske poveznice
- Robert Redford u internetskoj bazi filmova IMDb-u (engl.)
- the Sundance Institute
- Sundance Resort
- Robert Redford na Notable Names Databaseu (engl.)